# ファリーダーバード
ファリーダーバード（ヒンディー語: फ़रीदाबाद, ウルドゥー語: فرید آباد, [fə.ɾiː.d̪äː.bäːd̪]; 英語: Faridabad）は、インド北部のハリヤーナー州の都市である。

## 概要

### 地名について
日本語の表記では長母音を無視してファリダバドやファリダバードとも表記される。

## 地理

### 地勢
インドの首都デリーの南に隣接し、インド経済の急速な発展・拡大とともに、デリーの衛星都市となっている。人口は約140万人。面積2,151平方キロメートル。

### 気候
ファリーダーバードは、乾燥帯のステップ気候と亜熱帯の温暖湿潤気候の境界線に位置している。
そのため、3月～6月まで非常に湿度が高く蒸し暑い。7月～9月は非常に降水量が多く月平均100ｍｍを超すことが多い。

## 経済
ファリーダーバードは、ナレンドラ・モディ首相が推進する「スマートシティミッション」100都市の1つとして選ばれ、ハリヤーナー州の新興企業とイノベーションを育成する1つのテクノロジーハブとして成長をしている。

### 工業
ヤマハが拠点を置くなど、5,000を超える自動車・バイクや飛行機などの部品メーカーがファリダバードに拠点を置いています。

## 生活基盤

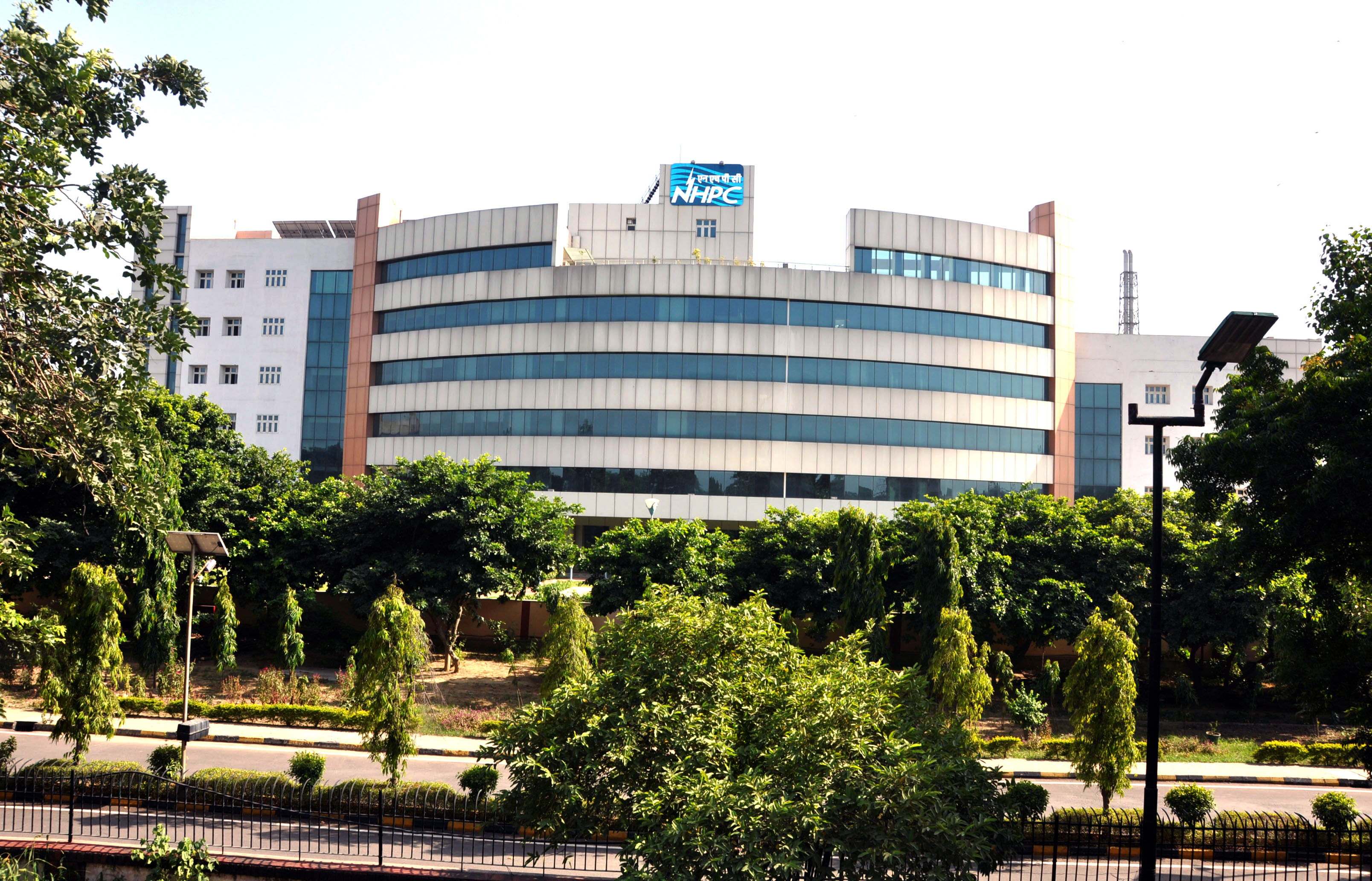
NHPC リミテッド本社

### ライフライン

#### 電力
水力発電
- NHPC リミテッド - インド最大の水力発電会社

## 教育

### 大学
- ESICメディカルカレッジ

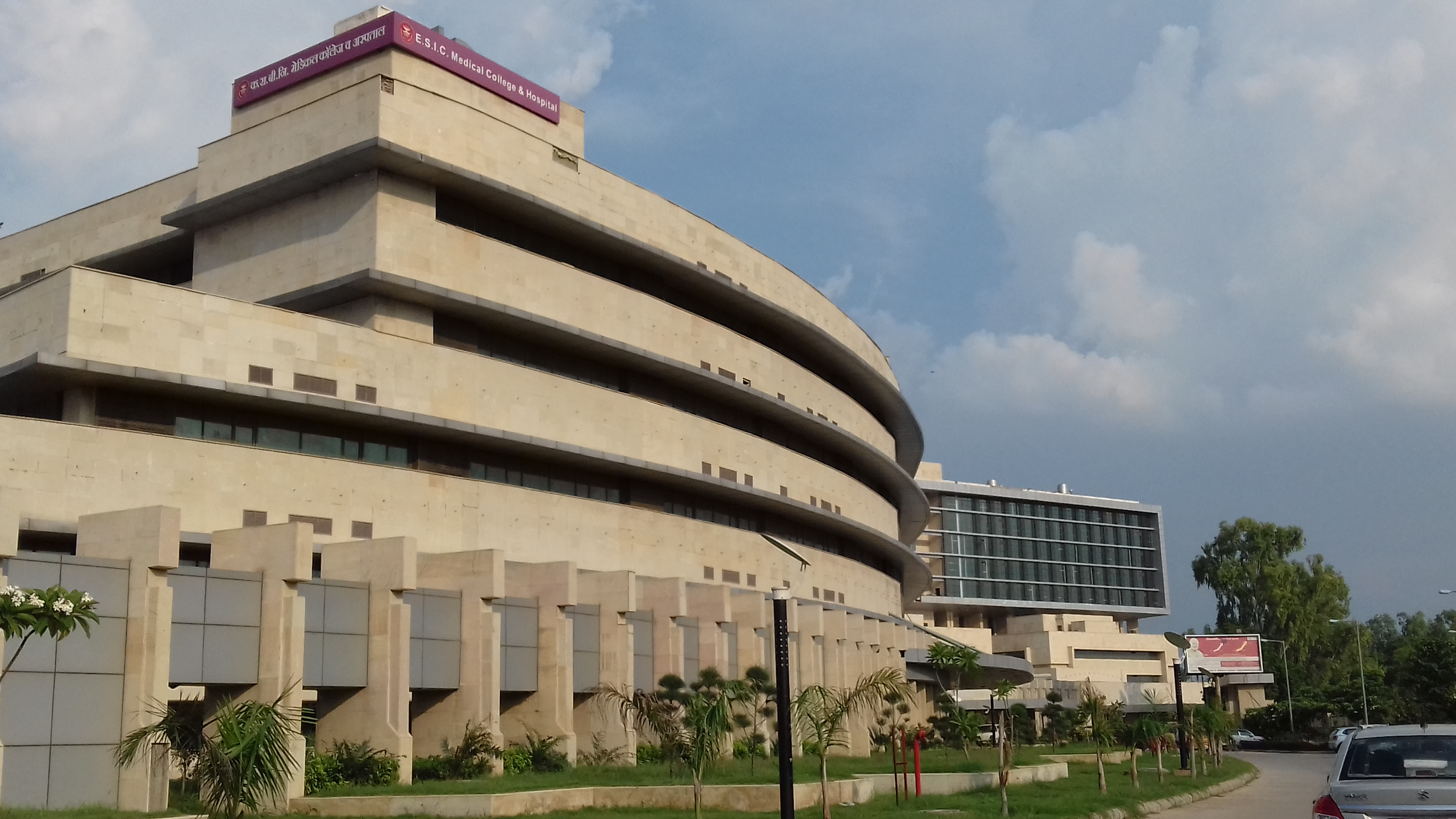
ESICメディカルカレッジ ファリダーバードキャンパス

## 交通

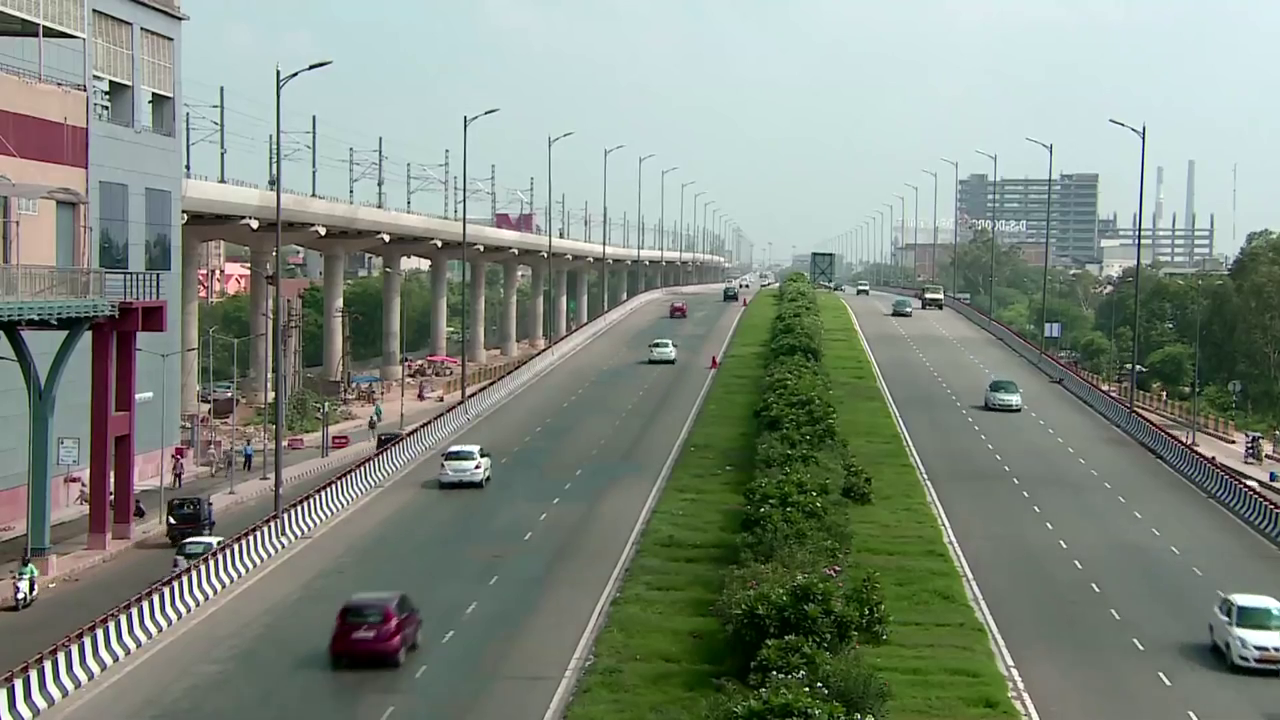
デリーファリーダーバードスカイウェイ

### 空港
市内に空港はないが、約35km離れたニューデリーのインディラガンディー国際空港が最寄りの空港である。

### 鉄道

#### 国鉄
インド鉄道
- インド北部鉄道
  - A線：ファリーダーバード駅

#### 地下鉄
ファリーダーバードには、デリーから直通するデリー・メトロヴァイオレットラインが存在する。「メトロ」と名がついているが、地上の高架を走行している。
デリー・メトロ
- ヴァイオレットライン：2018年時点で、バダルプル駅 - ラジャナハールシン駅間で駅が設置されている。

2025年に向けてルンディ駅まで延伸計画がされている。

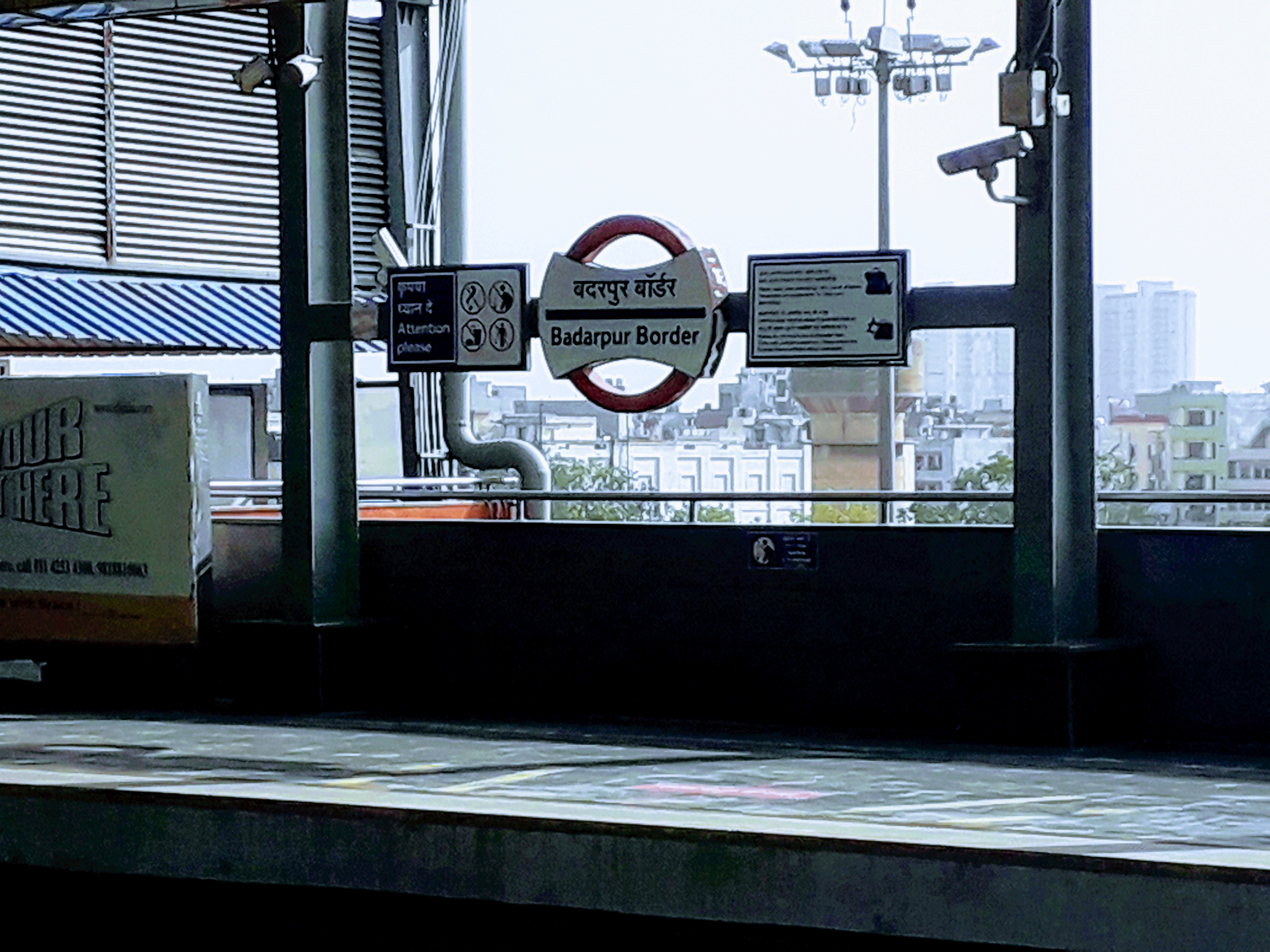
バダルプル駅
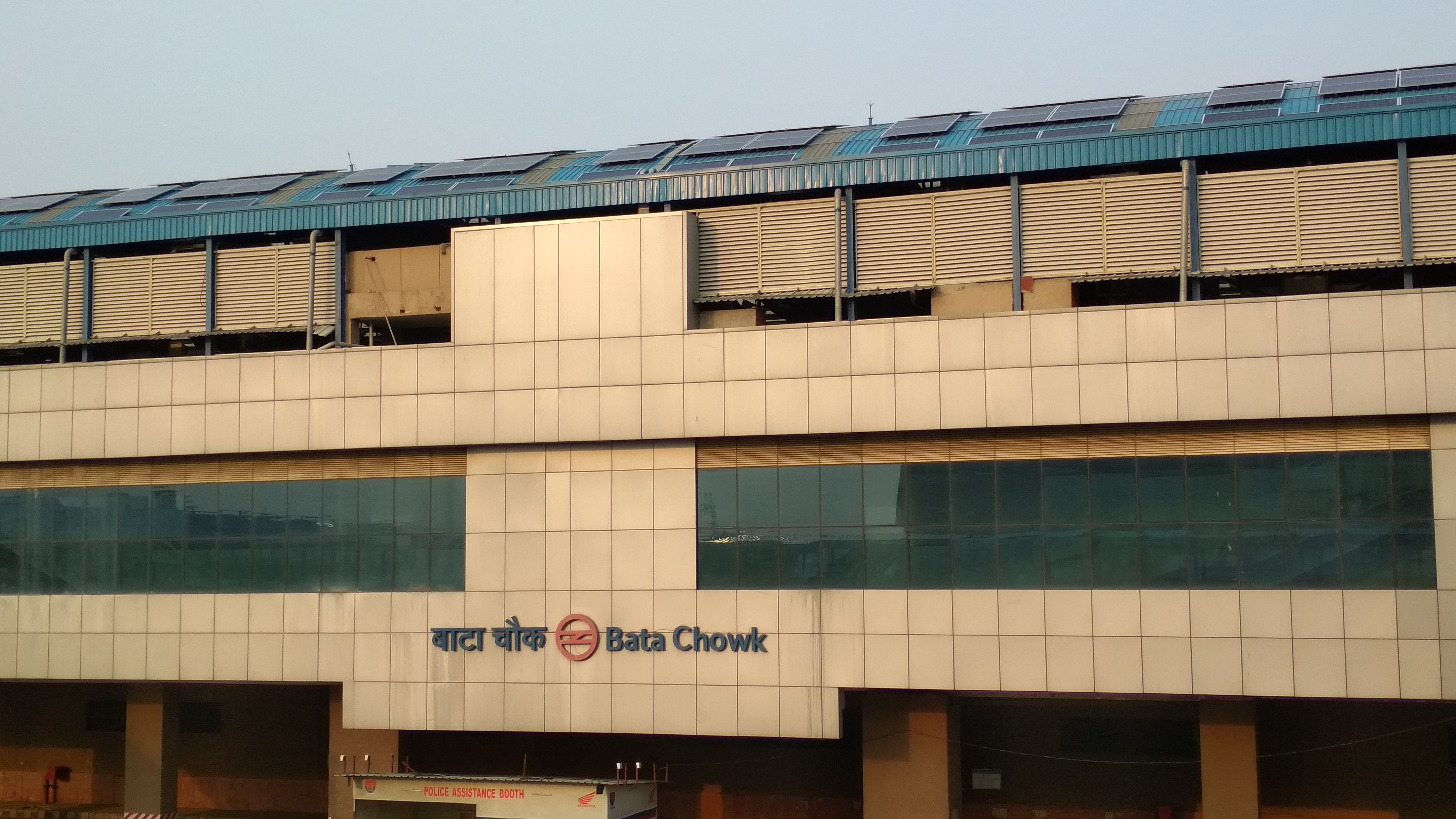
バタチョーク駅
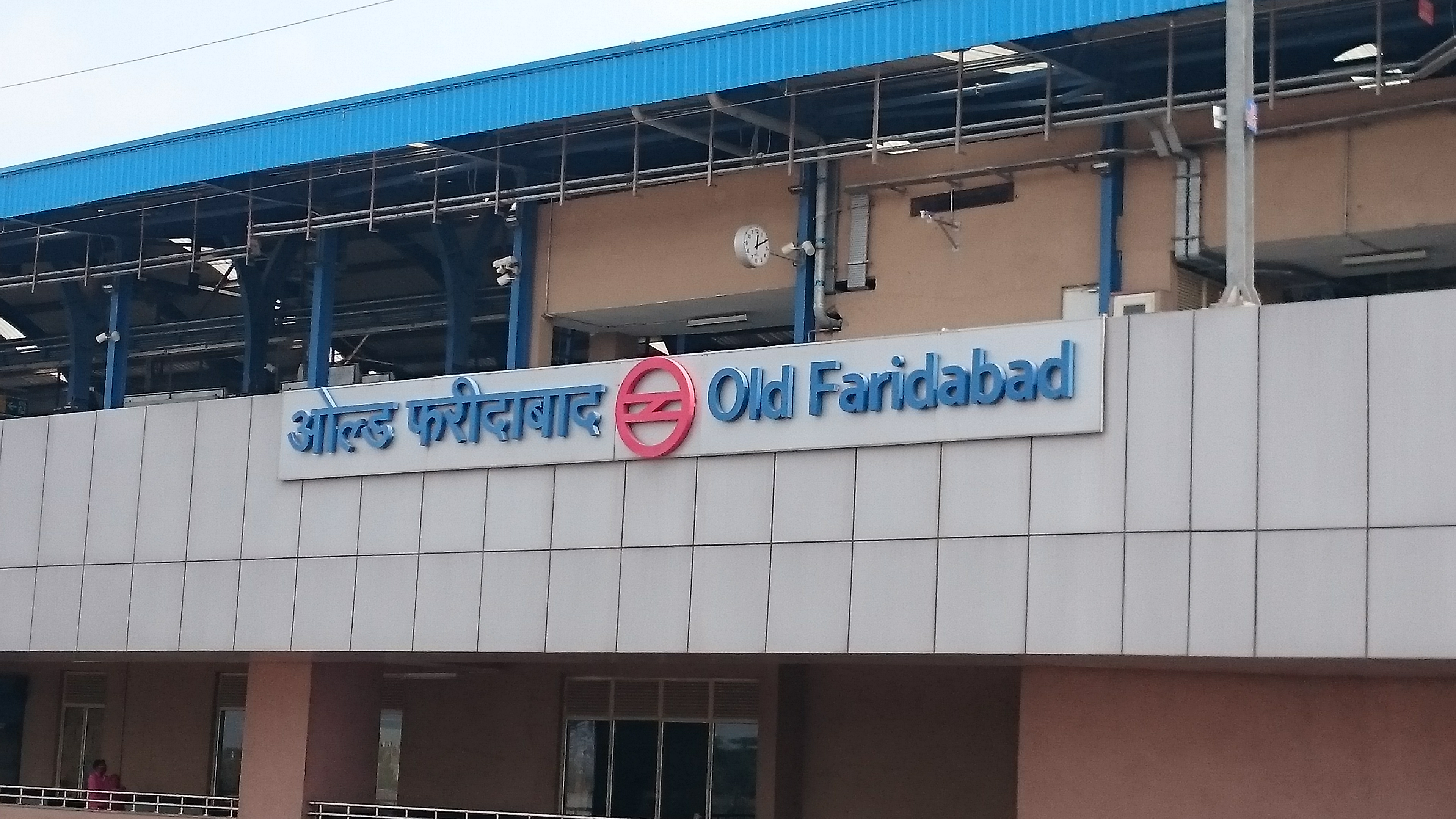
旧ファリーダーバード駅

### 道路

#### 高速道路
- デリーファリーダーバードスカイウェイでデリーと接続されている。